# La Peine du talion (film, 1948)
Pour plus de détails, voir Fiche technique et Distribution.
La Peine du talion (titre original : The Man from Colorado) est un film américain réalisé par Henry Levin et sorti en 1948.

## Synopsis
De retour de la guerre de Sécession, le colonel nordiste Owen Devereaux devient juge. D'une sévérité maladive, lui-même ne comprenant pas toujours ses propres réactions comme il l’écrit dans son journal intime, il se met à dos tous les administrés de la petite ville dans laquelle il officie. Del Stewart, son ancien adjoint qu’il avait lui-même nommé shérif, rejoint les contestataires. La propre femme d’Owen finit par admettre la folie de son époux et s’enfuit pour aider à fuir Del Stewart promis à une pendaison. Owen devant ces événements voit son état mental s’aggraver.

## Fiche technique
- Titre original : The Man from Colorado
- Réalisation : Henry Levin, assisté d'Arthur Rosson
- Scénario : Robert D. Andrews et Ben Maddow d'après une histoire originale de Borden Chase
- Photographie : William E. Snyder
- Montage : Charles Nelson
- Musique : George Duning
- Costumes : Jean Louis
- Décors : Sidney Clifford et Wilbur Menefee
- Producteur : Jules Schermer
- Genre : Western
- Pays d'origine :  États-Unis
- Format : couleurs (Technicolor) — 35 mm
- Durée : 100 minutes
- Date de sortie :
  -  États-Unis : 20 janvier 1949 (New York)
  -  Allemagne de l'Ouest : 10 août 1951

## Distribution
- Glenn Ford (VF : Raoul Curet) : le colonel Owen Devereaux
- William Holden (VF : Michel André) : le capitaine Del (Dan en VF) Stewart
- Ellen Drew : Caroline Emmet
- Ray Collins (VF : Marcel Painvin) : Big Ed Carter
- Edgar Buchanan (VF : Marcel Rainé) : Doc Merriam
- Jerome Courtland : Johnny Howard
- James Millican (VF : Jean Clarieux) : le sergent Jericho Howard
- Jim Bannon : Nagel
- Wm. "Bill" Phillips : York
- Myron Healey (non crédité) : Powers